# دعم الحياة الأساسي

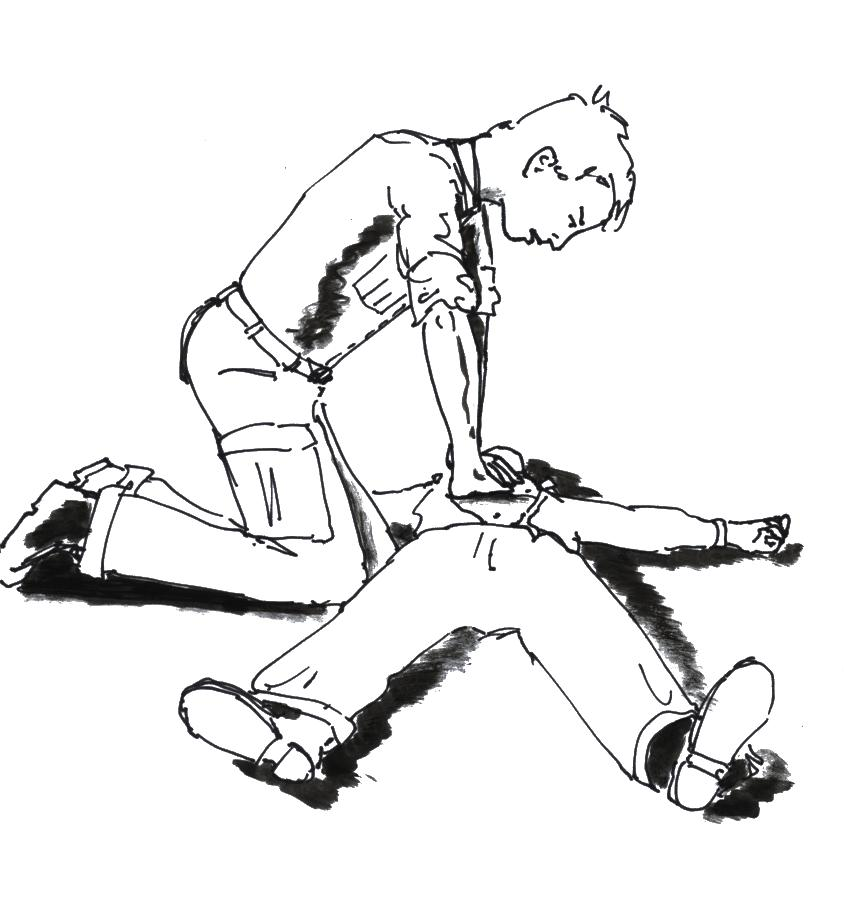

دعم الحياة الابتدائي أو Basic Life Support BLS إجراء طارئ في حال توقف الدورة الدموية لأي سبب كان.
يعتبر BLS مهم جداً في المرحلة الأولى لإسعاف الغائب عن الوعي نتيجة نقصان ضغط الأكسجين التوتري في الدم، في مثل حالات الاختناق أو خلل في تدفق الدم إلى أعضاء هذا الجسم المعجزة.
هناك دورات مجانية في معظم بلدان العالم لتشجيع عامة الشعب ليأخذ فكرة عن الإنعاش القلبي الرئوي ومحاولة تطبيقه عند اللزوم بعد تبليغ فريق الإنعاش المختص أو سيارة الإسعاف. قد ينقذ هذا الإجراء الذي يطبق من عامة الناس غير المحترفين حياة انسان.
```
إن حصل شيء من هذا أمامك عليك بِ (أفحص/ أتصل/ أضغط): أفحص النفس والنبض، إتصل بسيارة الإسعاف، إضغط ضغطاً متوالياً على القفص الصدري وبالتالي على عضلة القلب بشكل سريع.
```

تذكر، أفحص إتصل إضغط.

## دعم الحياة الأساسي
دعم الحياة الأساسي (BLS) هو أحد إجراءات الرعاية الطبية الذي يُستخدم مع ضحايا الأمراض أو الإصابات التي تهدد الحياة إلى أن يتم تقديم الرعاية الطبية الكاملة لهم في المستشفى. ويمكن تطبيقه من قبل موظفين طبيين مدربين، بما في ذلك فنيي طب الطوارئ، والمساعدين الطبيين، والمتفوقين المؤهلين.

## نبذة
تضع العديد من الدول إرشادات حول كيفية تطبيق الدعم الأساسي للحياة (BLS)، والتي تصوغها هيئات طبية مهنية في تلك البلدان. توضح التوجيهات خوارزميات لإدارة عدد من الحالات، مثل السكتة القلبية والاختناق والغرق. لا يتضمن دعم الحياة الأساسي استخدام الأدوية أو مهارات باضعة، ويمكن مقارنتها مع تطبيق دعم الحياة المتقدم (ALS). غالباً ما يطلب من رجال الإطفاء، ورجال الإنقاذ، وضباط الشرطة الحصول على شهادة في دعم الحياة الأساسي، وذلك لأن مهارات دعم الحياة الأساسي تتناسب أيضا مع العديد من المهن الأخرى، مثل مقدمي الرعاية النهارية والمعلمين، وموظفي الأمن، والأخصائيين الاجتماعيين، وخاصة العاملين في المستشفيات، وسائقي سيارات الإسعاف.
يزيد الإنعاش القلبي الرئوي المزمن في هذا المجال من الوقت المتاح لكبار المستجيبين الطبيين للوصول وتقديم رعاية دعم الحياة المتقدم. وهناك تقدم كبير في تطبيق دعم الحياة الأساسي مثل استخدام جهاز إزالة رجفان القلب الخارجي الآلي والذي يرمز له بـ إيه إي دي. إذ أن هذا الجهاز يزيد من فرص البقاء على قيد الحياة في حالات توقف القلب.
يعزز دعم الحياة الأساسي الدورة الدموية الكافية بالإضافة إلى التنفس عبر مجرى هوائي واضح:
-الدورة الدموية: تقوم بتوفير كمية كافية من الدم للأنسجة، وخاصة أجهزة الجسم الحرجة، لإيصال الأكسجين إلى جميع الخلايا وإزالة النفايات الأيضية عن طريق ضخ الدم إلى أنحاء الجسم.
- مجرى الهواء: يعمل على حماية وتوفير ممرًا واضحًا للغازات (خاصة غازي الأكسجين وثاني أكسيد الكربون) ليمر بين الرئتين والهواء.
- التنفس: يعمل على تضخم وانكماش الرئتين (التنفس) عبر مجرى الهواء.
يتم تدوين هذه الأهداف باستخدام أساليب تقوية الذاكرة مثل الطريقة الأبجدية ((ABC و CAB. وتؤيد جمعية/ رابطة القلب الأمريكية (AHA) طريقة ((CAB للتأكيد على الأهمية الأساسية لتدليك الصدر في الإنعاش القلبي الرئوي.
يحافظ الناس الأصحاء على CABs بأنفسهم. ففي الحالات الطارئة، كالمرض (حالة طارئة) أو الصدمة، يساعد دعم الحياة الأساسي المريض على ضمان CABs الخاصة به، أو يساعد في الحفاظ على المريض غير القادر على القيام بذلك. أما بالنسبة لمجاري الهواء، سیتضمن ذلك فتح مجرى الهواء لدى المريض عن طريق إمالة الرأس، ورفع الذّقن إلى أعلى وإلى الخلف وتقديم الفك السفلي للأمام، أو عن طريق إدخال ملحقات عبر الفم (مجرى التنفس) أو عبر مجرى بلعومي أنفي، للحفاظ علی بقاء مجرى الهواء مفتوحًا وسالكًا. تشمل عملية التنفس الاصطناعي، والذي يتم غالباً بالأكسجين في الحالات الطارئة. وتشمل الدورة الدموية السيطرة على النزيف أو تطبيق تقنية الإنعاش القلبي الرئوي (CPR) لتحفيز القلب يدويًا وتحسن عملية الضخ فيه.

## الولايات المتحدة الأمريكية
تبين أن الخدمات الطبية الطارئة لدعم الحياة الأساسي في الولايات المتحدة مرتبطة بشكل عام مع تِقْنِيُّ طِبِّ الطَّوَارِئ (EMT-B). ومع ذلك، فقد صممت تقنية دعم الحياة الأساسي التابعة لجمعية القلب الأمريكية للاستخدام من قبل الأشخاص العاديين بالإضافة إلى الطلاب وغيرهم من المجيبين المعتمدين، وأفراد الطاقم الطبي العالي. والتي تشمل السكتة القلبية وضيق التنفس والغرق وانسداد مجرى الهواء بأجسام غريبة (الاختناق). يقدم تقْنِيُّ طِبِّ الطَّوَارِئ الرعاية الصحية وهو شخص ذو مستوى عالٍ ويقتصر على تقنية دعم الحياة الأساسي. تستخدم الوظائف الطبية العالية بعض أو جميع أنظمة دعم الحياة القلبية المتقدمة (ACLS)، بالإضافة إلى أنظمة دعم الحياة الأساسي.
بعض الأمور التي تساعد على البقاء على قيد الحياة
تم نشر الخوارزمية الطبية لتطبيق دعم الحياة الأساسي للبالغين، في عام 2005 في الولايات المتحدة الأمريكية في مجلة الدورة الدموية من قبل جمعية القلب الأمريكية.
يستخدم AHA مجموعة من الأمور التي تساعد على البقاء على قيد الحياة من أربعة روابط لتوضيح الخطوات اللازمة لإنقاذ الضحية المنهارة:
1. الإدراك المبكر لحالات الطوارئ وتفعيل خدمات الطوارئ الطبية.
2. أن يقوم المتفرج بالإنعاش القلبي الرئوي المبكر، وأن لا يؤخره إلى حين وصول الخدمات الطبية الطارئة.
3. الاستخدام المبكر لجهاز وقف الرجفان القلبي.
4. استخدام دعم الحياة المتقدم والرعاية المتقدمة بعد الإنعاش.
يمكن للمارة المتدربين على دعم الحياة الأساسي تنفيذ الخطوات الثلاثة الأولى من ضمن أربع خطوات.

## تُعرف خطوات AHA الموصى بها للإنعاش باسم DRS CABCDE
1. التأكد من وجود خطر.
2. التأكد من وجود استجابة.
3. اطلب أو قم بالصراخ للمساعدة.
4. يوجه رجال الإنقاذ لأول الحاضرين في حالة النزيف الكارثي (النزيف المهدد للحياة) ووقف النزيف إذا أمكن ذلك.
5. يقوم رجال الإنقاذ بفتح مجرى الهواء والنظر إلى الفم لرؤية الانسداد بوضوح. وكما يقومون برفع الذقن، إمالة الرأس أو تحريك الفك لفتح مجرى الهواء.
6. يوجه رجال الإنقاذ لفحص التنفس لمدة 10 ثوان عن طريق الاستماع إلى النفس عبر أنف وفم المريض ومراقبة الصدر لملاحظة حركات التنفس الطبيعية صعودًا ونزولًا.
7. يوجه رجال الإنقاذ للحفاظ على الدورة الدموية من خلال تدليك الصدر في الإنعاش القلبي الرئوي (CPR).
8. يوجه رجال الإنقاذ لتحديد الإعاقة (مثل داء السكري أو وجود أي حساسية)، الأضرار (كتحديد إن كان هناك كسر في العظام أو أي نزيف طفيف)، والأجهزة (مثل استخدام جهاز إزالة رجفان القلب الخارجي الآلي (AED) المتاح، مع متابعة الدفع) ومراقبة الجفاف (هل هو بالفعل رطب أو مبتل جدا، واستخدام جهاز إيقاف الرجفان، سيمر الجهاز الحالي من خلال المياه السطحية للجسم والتي ستضر المصاب).
9. يوجه رجال الإنقاذ إلى أخذ البيئة والطقس والموقع والزحام في عين الاعتبار.
إذا كان المريض لا يستجيب ولا يتنفس، يبدأ المجيب بعملية الإنعاش القلبي الرئوي مع تدليك الصدر بمعدل 120 نبضة في الدقيقة في عدة جولات من الضغط على الصدر 30 وإجراء التنفس الانعاشي مرتين. إذا كان المستجيبون غير مستعدين أو غير قادرين على القيام بالتنفس الإنعاشي، فإنهم سيقومون بإجراء عملية الإنعاش القلبي الرئوي فقط، لأن القيام بمحاولة للإنعاش أفضل من عدم القيام بأي محاولة. أما بالنسبة للأطفال، فإن السبب الرئيسي لإصابتهم بالسكتة القلبية هو المشاكل المتعلقة بالتنفس، وينصح بشدة بالقيام بالتنفس الانعاشي الأولي، ويليه القيام بنفس الجولات 30-2.

## دعم الحياة الأساسي لمقدمي الرعاية الصحية
وفقا لجمعية القلب الأمريكية، لكي يحصل الطالب على شهادة في دعم الحياة الأساسي، يجب عليه أن يأخذ دورة تدريبية عبر الإنترنت أو شخصياً. ومع ذلك، يجب متابعة دورة دعم الحياة الأساسي عبر الإنترنت مع دورة المهارات الشخصية للحصول على شهادة صادرة من جمعية القلب الأمريكية.

## سلسلة دعم الحياة الأساسي للبالغين
يوصى باستخدام C-A-B في إرشادات الاتحاد الأوروبي AHA الجديدة لضمان وصول الدم إلى الأعضاء الحيوية ومنع انحلال خلايا الدماغ. وللحفاظ على هذه الحقائق على هذا النحو يجب إتباع التسلسل الذي قدمته AHA من إرشادات في عام 2010، وكما يجب إتباع توصيات C-A-B في تعلم وتدريس تقنية دعم الحياة الأساسي.
- تأكد من أن المكان آمنًا.
§ تأكد من مستوى استجابة المصاب عن طريق السؤال بصوت عالٍ مع هز الأكتاف «هل أنت بخير؟»، وفحص الصدر للتأكد من حركة النفس بصريا. فإذا لم يكن هناك استجابة قم بطلب المساعدة عن طريق الصراخ، واطلب سيارة الإسعاف وإحضار جهاز إيقاف الرجفان.
تقييم: * إذا كان المريض يتنفس بشكل طبيعي وكان هناك نبض، يجب وضع المريض في وضع الاستلقاء ومراقبته. أو نقله إذا لزم الأمر، أو انتظار وصول الخدمات الطبية الطارئة للسيطرة على الوضع.
- إذا كان المريض لا يتنفس قم بفحص النبض عند الشريان السباتي وضعه على جانبك في حالة كان المصاب بالغًا، وعند العضد إذا كان المصاب طفلًا أو رضيعًا لمدة 6 ثوانٍ وأن لا تتجاوز 10 ثواني؛ ثم تبدأ على الفور بالضغط على الصدر بمعدل 30 مرة في 18 ثانية يليها القيام بالتنفس الإنعاشي مرتين لمدة 4 ثوان كل واحدة تدوم لمدة ثانيتين.
إذا لم يكن لدى المصاب أي إصابة في العمود الفقري، قم بفتح مجرى الهواء باستخدام طريقة إمالة الرأس وتحريك الذقن باتجاه اليسار. أما إذا تم الاشتباه بوجود إصابة في رقبة المصاب، فيجب فتح مجرى الهواء عن طريق تحريك الفك. إذا لم تكن هذه الطريقة فعالة، قم بفتح مجرى الهواء عن طريق تطبيق طريقة إمالة الرأس وتحريك الذقن بعناية تامة.
ولا تحاول البحث عن الشيء في فم الطفل بإصبعك إن كنت لا تراه لأن هذا قد يدفع الأجسام الغريبة أكثر داخل المجاري الهوائية. ولكن قد تم استبعاد هذا الإجراء من الممارسة الحالية لأن هذا قد يدفع الجسم الغريب إلى أسفل مجرى الهواء وبالتالي يزيد من احتمالية انسداده.
استمر في الضغط على الصدر بمعدل 100 مرة في الدقيقة لجميع الفئات العمرية، مما يسمح للصدر بالارتداد بينهما. بالنسبة للكبار دفع ما يصل إلى 2-2.4 بوصة (6 سم)، وللطفل يصل إلى 2 بوصة (5 سم). للرضع 1-1.5 بوصة (4 سم) أو 1/3 من الصدر الأمامي الخلفي.
- استمر في العد بصوت عالٍ مع الضغط بقوة وسرعة للحفاظ على معدل حوالي 100 دقيقة. السماح بارتداد الصدر بشكل كامل بين كل ضغطة. أما بالنسبة للبالغين، بغض النظر عن عدد رجال الإنقاذ، لكل 30 ضغطة على الصدر، قم بإعطاء نفسين من التنفس الإنعاشي، أما إذا كان المصاب طفل، قم بإعطاء نفسين لكل 30 ضغطة إذا كان هناك منقذ واحد فقط، ونفسين لكل 15 ضغطة في حالة وجود رجلين من رجال الإنقاذ.
- استمر بذلك لمدة خمس جولات أو دقيقتين قبل إعادة فحص النبض.
- حاول إدارة جولتين من التنفس الاصطناعي عن طريق إنعاش التنفس بالفم، أو باستخدام قناع التنفس الصمامي (BVM). لا ينصح باستخدام تقنية إنعاش التنفس بالفم في الوقت الحالي، ما لم يكن هناك واقي للوجه. لابد من التأكد من أن الصدر يرتفع وينخفض؛ فإن لم يحدث ذلك، قم بإعادة فتح مجرى الهواء باستخدام التقنية المناسبة والمحاولة مرة أخرى. إذا كانت التهوية ما زالت غير ناجحة، والمصاب فاقدًا للوعي، فمن المحتمل أن يكون هناك جسم غريب عالق في مجرى الهواء. ابدأ بالضغط على الصدر، وتوقف كل 30 مرة، وبعدها قم بإعادة فحص مجرى الهواء للبحث عن الأجسام العالقة وإزالتها إن وجدت، وإعادة محاولة التنفس.
- إذا كانت التهوية ناجحة، قم بتقييم ما إذا كان هناك نبض في الشريان السباتي. إذا كان هناك نبض، فيجب أن يستمر المريض في تلقي التنفس الاصطناعي بمعدل مناسب ونقله على الفور. إما إذا كان خلاف ذلك، ابدأ بالإنعاش القلبي الرئوي بنسبة 30: 2 الضغط على الصدر 100 مرة / دقيقة لمدة 5 جولات.
- بعد الانتهاء من 5 جولات من الإنعاش القلبي الرئوي، ينبغي تكرار بروتوكول دعم الحياة الأساسي من البداية، وفحص مجرى الهواء للمريض، والتحقق من التنفس الطبيعي، والتحقق من وجود نبضة تلقائية حسب تسلسل البروتوكول الجديد C-A-B. يُنصح الأشخاص الطبيعيين بشكل عام بعدم إجراء إعادة التقييم، ولكن تُنفذ هذه الخطوة دائمًا من قِبل المتخصصين في الرعاية الصحية (HCPs).
إذا كان جهاز إيقاف الرجفان متوفرًا، فيجب تفعيله على الفور وإتباع التوجيهات (إذا كان موصى باستعماله وكما يجب أن يكون لديك تصريح قبل أن تنفذ عملية إزالة الرجفان أو الصدمة. إذا قمت بإجراء عملية إزالة الرجفان، فابدأ بالضغط على الصدر فور حدوث الصدمة.
استمر باستخدام بروتوكولات دعم الحياة الأساسي حتى (1) يستعيد المريض نبضه، (2) إراحة المنقذ من قبل رجل إنقاذ آخر ذو تدريب مكافئ أو عالي (دون إهمال المريض)، (3) إن المنقذ متعب جسديًا لمواصلة الإنعاش القلبي الرئوي، أو عند (4) إعلان وفاة المريض من قبل الطبيب أو غيره من مقدمي الرعاية الصحية المعتمدة.
- بعد إنهاء 5 جولات من الإنعاش القلبي الرئوي، قم دائمًا بإجراء تقييم عن طريق استخدام جهاز إيقاف الرجفان للحصول على إيقاع قابل للصدمات، وإذا تمت الإشارة إلى جهاز إيقاف الرجفان، قم بإعادة التقييم قبل إجراء خمس جولات أخرى.

## الغرق
يجب على رجال الإنقاذ تقديم الإنعاش القلبي الرئوي بمجرد إخراج الضحية الفاقدة للوعي من الماء. وكما أن القيام بالتنفس الإنعاشي مهم في هذه الحالة على وجه الخصوص.
وعادة ما يُنصح المنقذ بالقيام بالإنعاش القلبي الرئوي لفترة قصيرة قبل أن يترك المصاب للاتصال بالخدمات الطبية الطارئة.
بما أن السبب الرئيسي للسكتة القلبية والوفاة في الغرق والختان هو نقص الأكسجين، فمن المهم تطبيق التنفس الإنعاشي بأسرع وقت ممكن في هذه الحالات، أما بالنسبة للمصابين بالرجفان والسكتة القلبية لابد من الضغط على الصدر، وإن إزالة الرجفان يعد أكثر أهمية.
انخفاض حرارة الجسم
- في حالة عدم استجابة المصابين الذين يعانون من انخفاض حرارة الجسم يجب فحص التنفس والنبض لمدة 30 إلى 45 ثانية، لأن التنفس ومعدل ضربات القلب يمكن أن يكونا بطيئين للغاية في هذه الحالة.
- في حال التأكد من أن المصاب يعاني من السكتة القلبية، يجب البدء بعملية الإنعاش القلبي الرئوي على الفور. وكما يجب إزالة الملابس الرطبة، وإبعاد المصاب عن الأماكن الباردة. ويجب الاستمرار بالإنعاش القلبي الرئوي حتى يتم فحص المصاب من قبل مقدمي الرعاية المتقدمة.

## الاختناق
يمكن أن يحدث الاختناق بسبب انسداد مجرى الهواء الخارجي.
يجب أن يتدخل رجال الإنقاذ في المصابين الذين يظهر عليهم علامات انسداد مجرى الهواء الحاد، مثل السعال الصامت، أو الزرقة، أو عدم القدرة على الكلام أو التنفس.
- إذا كان المصاب يسعل بقوة، يجب ألا يتدخل رجال الإنقاذ في هذه الحالة.
- إذا ظهرت على المصاب علامات انسداد مجرى الهواء الحاد، ينبغي فحص البطن بتسلسل سريع حتى يتم إعاقة الجسم العالق. إذا لم يكن ذلك فعالاً، يمكن أيضاً استخدام الدفعات الصدرية. كما يمكن استخدام فحص الصدر بالنسبة للمصابين البدناء أو المصابين الذين في أواخر الحمل. لا ينبغي استخدام محاولات الدفع عند منطقة البطن بالنسبة للرضع دون سن السنة لأنها تزيد من خطر التسبب في الإصابة.
- إذا فقد المصاب وعيه، يجب وضعه على الأرض، ويجب على المنقذ الاتصال بخدمات الطوارئ الطبية والبدء بالإنعاش القلبي الرئوي. عندما يتم فتح مجرى الهواء أثناء الإنعاش القلبي الرئوي، يجب على المنقذ النظر عبر الفم لرؤية الجسم الذي يسبب الانسداد، وإزالته إن كان واضحا.

## المملكة المتحدة
```
تم نشر إرشادات دعم الحياة الأساسي للبالغين في المملكة المتحدة في عام 2005 من قبل مجلس الإنعاش في المملكة المتحدة، على أساس الإجماع الدولي لعام 2005 حول الإنعاش القلبي الرئوي وعلوم الرعاية القلبية الوعائية الطارئة مع توصيات العلاج (CoSTR) التي نشرت في نوفمبر 2005.
```

البالغين
- ضمان سلامة المصاب، والمنقذ، والمارة.
- تأكد من أن المصاب يستجيب عن طريق هز أكتافه برفق والسؤال بصوت عال «هل أنت بخير؟».
- إذا استجاب المصاب، اتركه في الوضع الذي وجد عليه بشرط ألا يكون هناك خطر آخر عليه، وحاول أن تعرف ما هو ضرره واحصل على المساعدة إذا لزم الأمر، وثم قم بإعادة فحصه بانتظام.
- إذا لم يستجب المصاب، اقلبه على ظهره وافتح مجرى الهواء عن طريق رفع الرأس وإمالته. واصرخ لطلب المساعدة.
- انظر واستمع واشعر بالتنفس الطبيعي لمدة لا تزيد عن 10 ثوانٍ. إذا كان المصاب يتنفس بشكل طبيعي، فقم بوضعه في وضع الاستلقاء واحصل على المساعدة، مع الاستمرار في التأكد من التنفس.
- إذا كان المصاب لا يتنفس بشكل طبيعي، اتصل بسيارة الإسعاف.
تختلف هذه الإرشادات عن الإرشادات السابقة بعدة طرق:
- تسمح للمنفذ بتشخيص القلب إذا كان المصاب لا يستجيب ولا يتنفس بشكل طبیعي.
- يتم تدريب رجال الإنقاذ على الضغط على منتصف الصدر، بدلاً من قياس التنفس من خلال أسفل عظمة الصدر.
- ینبغي القيام بالتنفس الإنعاشي خلال أكثر من ثانیة بدلاً من ثانیتین.
- بالنسبة للمصاب البالغ، لابد من عدم القيام بالتنفس الإنعاشي الرئوي الأولي، وإنما يتم البدء بالضغط على الصدر 30 مرة مباشرة بعد تشخیص المصاب بالسكتة القلبية.
فقد تم إدخال هذه التغييرات لتبسيط الخوارزمية، وللسماح باتخاذ قرار أسرع وزيادة الوقت المستغرق في الضغط على الصدر؛ وذلك لأن الانقطاع أثناء الضغط على الصدر يقلل من فرصة البقاء على قيد الحياة. ومن المتعارف عليه أيضاً أن رجال الإنقاذ قد يكونون غير قادرين أو غير راغبين في القيام بالتنفس الإنعاشي؛ ففي هذه الحالة ينصح بالاستمرار بالضغط على الصدر فقط، على الرغم من أنه قد يكون فعالًا لمدة 5 دقائق فقط.

## الاختناق عند البالغين
- قم بفحص شدة انسداد مجرى الهواء. إذا كان المصاب قادرًا على الكلام والسعال بفعالية، يكون الانسداد خفيفًا. أما إذا كان المصاب غير قادر على الكلام أو السعال بشكل فعال، أو غير قادر على التنفس أو إن يكون النفس مصحوبًا بأزيز، فإن انسداد مجرى الهواء يكون شديدًا.
إذا كان لدى المصاب علامات انسداد معتدل في مجرى الهواء، شجعه على مواصلة السعال؛ وعدم القيام بأي شيء آخر.
- إذا ظهرت على المصاب علامات انسداد مجرى الهواء الحاد، وكان واعياً، قم بالضرب على ظهره 5 ضربات قوية بين لوحي الكتف مع ‘إمالة المصاب إلى الأمام. لابد من معرفة ما إذا كان الانسداد قد زال بعد كل ضربة. إذا فشلت 5 ضربات على الظهر في تخفيف الانسداد، قم بالضغط على البطن 5 مرات، ثم قم بالتأكد مرة أخرى مما إذا كانت جميع المحاولات قد أدت إلى تخفيف الانسداد.
- إذا كان الانسداد لا يزال موجودًا، وما زال المصاب واعيًا، استمر بالتناوب بين 5 ضربات على الظهر والضغط على البطن 5 مرات.
- إذا فقد المصاب وعيه، قم بوضعه على الأرض، واتصل بسيارة الإسعاف، وابدأ بعملية الإنعاش القلبي الرئوي.